# Glover Cirque
Der Glover Cirque ist ein von einem Gletscher eingenommener Bergkessel im ostantarktischen Viktorialand. In der Olympus Range liegt er im südlichen Teil des Massivs des Mount Boreas. An seiner nordöstlichen Seite wird er durch einen Gebirgskamm begrenzt, der Mount Boreas mit Mount Thrace verbindet.
Das Advisory Committee on Antarctic Names benannte ihn 2004 nach Robert P. Glover, Kartograf des United States Geological Survey, der in fünf Kampagnen bis 2004 in Antarktika tätig war.